# 金子貴代美
金子 貴代美（かねこ きよみ、1985年6月20日 - ）は、熊本県出身の日本の女子バスケットボール選手である。ポジションはフォワード。トヨタ紡織サンシャインラビッツに所属していた。

## 来歴
ミニバスケクラブでバスケを始め、高校は大津高校に進学。3年次に主将を務め、ウィンターカップ初出場に導いた。
卒業後は白鷗大学に進学。1年でレギュラーとなりインカレベスト4を経験。4年次にはユニバーシアード日本代表に選出される。
2008年、トヨタ紡織に入社。
2013年オフ、引退とともに退社し、帰郷。現在は熊本ヴォルターズのアシスタントマネージャーを務める。

## 経歴
- ドリームガールズIII - 本渡中 - 大津高 - 白鷗大 - トヨタ紡織（2008年〜2013年）

## 日本代表歴
- 2007年ユニバーシアード